# Alex North
Alex North, nato come Isadore Soifer (Chester, 4 dicembre 1910 – Los Angeles, 8 settembre 1991), è stato un compositore statunitense.

## Biografia
Fu l'estensore della prima colonna sonora jazz per il film Un tram che si chiama Desiderio (1951) e il primo a comporre una colonna sonora in musica moderna, Viva Zapata! (1952). Nato a Chester in Pennsylvania, Alex North fu un autore di musica classica del XX secolo non indulgendo al classicismo del XIX. Fu un innovatore che seppe manipolare il leitmotiv delle sue partiture trasformandolo in musiche sempre diverse. Uno di questi divenne la famosissima canzone Unchained Melody. Ottenne la candidatura all'Oscar ben 15 volte senza mai vincerlo. Fu premiato con l'Oscar alla carriera nel 1986 e, insieme ad Ennio Morricone (2007), è stato l'unico musicista ad aver ricevuto questo riconoscimento speciale.
Le sue più popolari colonne sonore sono: Spartacus, Cleopatra, Il drago del lago di fuoco, Chi ha paura di Virginia Woolf?, La brigata del diavolo e quella per 2001: Odissea nello spazio con orchestra diretta da Jerry Goldsmith, commissionata e poi non utilizzata dal regista Stanley Kubrick.
Fra le sue composizioni classiche si ricordano Rapsodia per piano e Trumpet obbligato e Orchestra.

## Filmografia
- The People of the Cumberland (1937)
- China Strikes Back (1937)
- Heart of Spain (1937)
- A Better Tomorrow, regia di Alexander Hammid (1945)
- Library of Congress (1945)
- The Billy Rose Show (serie TV, 1950)
- Your Show of Shows (serie TV, 1950)
- Morte di un commesso viaggiatore (Death of a Salesman) (1951)
- Un tram che si chiama Desiderio (A Streetcar Named Desire) (1951)
- La penna rossa (The 13th Letter) (1951)
- Il membro del matrimonio (The Member of the Wedding) (1952)
- L'ultima freccia (Pony Soldier) (1952)
- I miserabili (Les Miserables) (1952)
- Viva Zapata! (1952)
- The American Road (1953)
- Désirée (1954)
- Go, Man, Go! (1954)
- Piangerò domani (I'll Cry Tomorrow) (1955)
- La rosa tatuata (1955)
- Sangue caldo (Man with the Gun) (1955)
- Papà Gambalunga (Daddy Long Legs), regia di Jean Negulesco - balletto Nightmare Ballet (Paris, Hong Kong, Rio) (1955)
- Cella 2455 braccio della morte (Cell 2455 Death Row) (1955)
- Destino sull'asfalto (The Racers) (1955)
- Senza catene (Unchained)  (canzone Unchained Melody, 1955)
- Un re per quattro regine (The King and Four Queens) (1956)
- Il mago della pioggia (The Rainmaker) (1956)
- Il giglio nero (The Bad Seed) (1956)
- La notte dello scapolo (The Bachelor Party) (1957)
- Quattro ragazze in gamba (Four Girls in Town) (1957)
- Pietà per la carne (Home Before Dark) (1958)
- La lunga estate calda (The Long, Hot Summer) (1958)
- La tua pelle brucia (Hot Spell) (1958)
- South Seas Adventure (1958)
- Fascino del palcoscenico (Stage Struck) (1958)
- Il meraviglioso paese (The Wonderful Country) (1959)
- L'urlo e la furia (The Sound and the Fury) (1959)
- Spartacus (1960)
- Quelle due (The Children's Hour) (1961)
- Il grande peccato (Sanctuary) (1961)
- Gli spostati (The Misfits) (1961)
- E il vento disperse la nebbia (All Fall Down) (1962)
- Cleopatra (1963)
- L'oltraggio (The Outrage) (1964)
- Il grande sentiero (Cheyenne Autumn) (1964)
- Il tormento e l'estasi (The Agony and the Ecstasy) (1965)
- F.D.R. (mini serie TV, 1965)
- Chi ha paura di Virginia Woolf? (Who's Afraid of Virginia Woolf?) (1966)
- Africa (TV, 1967)
- L'uomo venuto dal Kremlino (The Shoes of the Fisherman) (1968)
- La brigata del diavolo (The Devil's Brigade) (1968)
- La stirpe degli dei (A Dream of Kings) (1969)
- Uno sporco contratto (Hard Contract) (1969)
- Un uomo per la città (The Man and the City) (serie TV, 1971)
- Willard e i topi (Willard) (1971)
- Per una manciata di soldi (Pocket Money) (1972)
- Shanks (1974)
- Once Upon a Scoundrel (1974)
- La rotta del terrore (Journey Into Fear) (1975)
- Stringi i denti e vai! (Bite the Bullet) (1975)
- The Passover Plot (1976)
- Il ricco e il povero (mini serie TV, 1976)
- The Word (mini serie TV, 1978)
- Qualcuno ha ucciso mio marito (Somebody Killed Her Husband) (1978)
- Solos en la madrugada  (canzone Unchained Melody, 1978)
- La saggezza nel sangue (Wise Blood) (1979)
- Carny un corpo per due uomini (Carny) (1980)
- Il drago del lago di fuoco (Dragonslayer) (1981)
- Sister, Sister (TV, 1982)
- Promesse, promesse (Baby It's You)  (canzone Unchained Melody, 1983)
- Sotto il vulcano (Under the Volcano) (1984)
- Morte di un commesso viaggiatore (Death of a Salesman) (TV, 1985)
- L'onore dei Prizzi (Prizzi's Honor, 1985)
- Good Morning, Vietnam (1987)
- The Dead - Gente di Dublino (The Dead) (1987)
- The Penitent, regia di Cliff Osmond (1988)
- John Huston and the Dubliners (1988)
- Quei bravi ragazzi (Goodfellas, canzone Unchained Melody, 1990)
- Poslední motýl (1991)

## Composizioni per Broadway
- Mother (1935) - commedia con musica co-composta
- Life and Death of an American (1939) - commedia co-composta
- Tis of Thee (1940) - rivista co-composta
- Of V We Sing (1942) - rivista
- Death of a Salesman (1949) - musica per la commedia
- The Innocents (1950) - commedia
- A Streetcar Named Desire (1952) - balletto basato sulla commedia
- The Misfits (1961) - colonna sonora
- Street Corner Symphony (1997) - rivista, autore di Unchained Melody